# Ігнашкино (Колпашевський район)
Ігна́шкино (рос. Игнашкино) — присілок у складі Колпашевського району Томської області, Росія. Входить до складу Чажемтовського сільського поселення.

## Населення
Населення — 69 осіб (2010; 97 у 2002).
Національний склад (станом на 2002 рік):
- росіяни — 92 %